# Searching in Grenoble: The 1978 Solo Piano Concert
Searching in Grenoble: The 1978 Solo Piano Concert ist ein Jazzalbum von Mal Waldron. Die am 23. März 1978 im Rahmen der Veranstaltungsreihe Five Days of Jazz im Maison de la Culture, Grenoble entstandenen Aufnahmen erschienen am 23. September 2022 auf dem Label Tompkins Square.

## Hintergrund
Zwischen 1966 und 1978 nahm Waldron häufig solo im Studio und auf der Bühne eine Reihe von Alben auf, darunter All Alone, Tokyo Reverie, The Opening, Signals, Blues for Lady Day, Jazz è Confronto 19, Mal Waldron on Steinway und Meditations. Ursprünglich von André Francis produziert und von den Originalbändern von Radio France übertragen, ist dies die erste offizielle Veröffentlichung dieser Musik in Zusammenarbeit mit den Nachlassverwaltern von Mal Waldron und dem INA (Institut national de l'audiovisuel). Das aus zwei CDs bestehende Album enthält zudem Fotos von K. Abe, Brian McMillen und Raymond Ross, das Booklet ein Statement von Mals Tochter Mala Waldron sowie Essays von Produzent Zev Feldman, Journalist Adam Shatz und Pascal Rozat (INA), außerdem Interviews mit den Pianisten Ran Blake und Matthew Shipp. Searching in Grenoble enthält klassische Waldron-Eigenkompositionen wie „Soul Eyes“ und „All Alone“ sowie die Jazzstandards „You Don’t Know What Love Is“, „It Could Happen to You“ und „I Thought About You“. Das Album wurde von Zev Feldman und Josh Rosenthal produziert.
Der Mitschnitt in Grenoble entstand zwei Monate vor den Studioaufnahmen, die Waldron als Solist für das Label Enja in Ludwigsburg einspielte; sie erschienen auf der LP Moods.

## Titelliste
- Mal Waldron: Searching in Grenoble: The 1978 Solo Piano Concert

CD 1
1. Mistral Breeze/Sieg Haile 23:25
2. Here, There and Everywhere 10:05
3. Russian Melody 2:28
4. Petite Gemeaux 5:34
5. Fire Waltz 6:37
6. You Don’t Know What Love Is (Gene DePaul, Don Raye) 8:32
7. Soul Eyes 8:49

CD 2
1. It Could Happen to You (Johnny Burke, Jimmy Van Heusen) 7:34
2. Russian Melody 6:16
3. I Thought About You (Jimmy Van Heusen, Johnny Mercer) 9:40
4. Snake Out 7:24
5. All Alone 6:51

Wenn nicht anders vermerkt, stammen die Kompositionen von Mal Waldron.

## Rezeption und Auszeichnungen
Michael J. West schrieb in Bandcamp Daily, Mal Waldron beim Klavierspielen zuzuhören, sei wie das Belauschen eines schamanistischen Rituals. Seine linke Hand forme aus endlos wiederholten Figuren ihren Bass-Bordun – oft im Wechsel zwischen dicken Akkorden und spitz zulaufenden Einzelnoten-Phrasen –, während seine rechte Einzelnoten-Motive entwickle und verschönere. Zusammengenommen würden sie „zu einem Zweigesang: der Bass, eine Gemeinde, die die Geister anruft; der Diskant, der Priester, der um ihre Fürsprache bittet.“ Der Schlüssel zu Waldrons Auftritt liege jedoch in den beiden Versionen seiner „Russian Melody“, angesichts der Aggression seines Takts. Waldron würde das ohnehin schon düstere Stück mit einer brodelnden Wut versetzen, die sogar in die helleren Übergangspassagen sickere. Aber diese Wut erreiche nie ihren Siedepunkt. Searching for Grenoble sei nicht immer einfach zu hören, aber es sei großartig ausgearbeitet und ausdrucksstark, wenn auch düster, wie die Hölle.
Marc Mayers schrieb in Jazzwax, die neun Eigenkompositionen seien in einem slawischen Sinn launisch und gequält, wobei Waldron schwer und düster spielt. Zu den kurzen Unterbrechungen gehöre sein vielleicht bekannteste Komposition, „Soul Eyes“, wo die Musik endlich ein wenig zu swingen beginne. Sogar die Standards „You Don’t Know What Love Is“ und „It Could Happen to You“ würden eine en ein Begräbnis erinnernde Behandlung erhalten, wobei letzteres an manchen Stellen lyrischer und interessanter werde. Erst mit „I Thought About You“ schüttle Waldrons Technik den Stampfeffekt ab und klinge durch temperamentvolles Spiel leichter. Leider würden viele der Stücke nie über kreisförmige und sich wiederholende Konzepte hinausgehen und sich selten in eine leicht verdauliche Erzählung abheben. Waldrons Stimmung schien düster und sein Spiel wirkte eher wie eine grimmige Aussage oder ein vernichtender Kampf mit einer unsichtbaren Macht, so Myers’ Resümee.
Günther Huesmann (SWR 2) zählte das Album zu den besten Jazz-Neuveröffentlichungen des Jahres und meinte, so innovativ und konzentriert, wie er oft spielte, lasse sich Mal Waldron auch heute immer noch neu entdecken. Seine dunkel durch den harmonischen Raum stochernden Ostinati und Linien wurden oft mit einem „Morse-Alphabet“ verglichen. Der Pianist, der Billie Holiday in ihren letzten Jahren begleitete und mit „Soul Eyes“ eine der schönsten Balladen des Modern Jazz geschaffen habe, würde in diesem neu entdeckten Live-Auftritt magische afro-amerikanische Botschaften senden.
2022 war das Album Preisträger des Prix de la Meilleure Réédition ou du Meilleur Inédit der Académie du Jazz.